# مارسل استرن
مارسل استرن (انگلیسی: Marcel Stern; ۹ january ۱۹۲۲ – ۱۶ آوریل ۲۰۰۲ (۸۰ ساله)) ورزشکار اهل سوئیس بود.
وی در مسابقات کشوری و بین‌المللی در مجموع برندهٔ ۱ مدال نقره شده‌است.